# Daqingshan
Daqingshan (en chino, 大箐山; pinyin, Dàqìngshān, léase Daching-Shan) es un condado  bajo la administración directa de la Prefectura Yichun en la Provincia de Heilongjiang, República Popular China.  Su área es de 3719 km² y su población total para 2010 superó los 40 mil habitantes. 

## Administración
Desde julio de 2020, el  Condado Daqingshan se divide en 2 pueblos administrados en poblados.